# PC Tools (公司)
PC Tools成立於2003年，前身叫做WinGuides.com，其總部位於盧森堡市，並在澳洲、美國、英國、愛爾蘭島和烏克蘭設有其辦公室。此公司主要開發微軟Windows和Mac OS X的安全和最佳化軟體。PC Tools已經被賽門鐵克買下，並已停售以PC Tools為名的產品。

## 產品
PC Tools提供反惡意程式軟體和系統工具軟體供全世界的消費者使用。截至2006年11月29日，PC Tools的軟體被下載了超過一億二千五百萬次。.
| 產品名稱                                                             | 版本      | 最新釋出日期 | 備註   |
| -------------------------------------------------------------------- | --------- | ------------ | ------ |
| 瀏覽器保護器（Browser Defender）                                     | 3.0.0.312 | 2011/05/12   | [ 5 ]  |
| PC Tools防毒軟體（PC Tools Antivirus）                               | 9         | 未知         | [ 6 ]  |
| PC Tools桌面大師（PC Tools Desktop Maestro）                         | 3.1.0.232 | 2009/11/16   | [ 7 ]  |
| PC Tools檔案復原（PC Tools File Recover）                            | 9         | 2011/10/31   | [ 8 ]  |
| PC Tools i防毒（PC Tools iAntiVirus）                                | 1.36      | 2009/08/28   | [ 9 ]  |
| PC Tools網路安全套裝（PC Tools Internet Security）                   | 9         | 未知         | [ 10 ] |
| PC Tools效能工具箱（PC Tools Performance Toolkit）                   | 2         | 2011/10/31   | [ 11 ] |
| PC Tools隱私警衛（PC Tools Privacy Guardian）                        | 4.5       | 未知         | [ 12 ] |
| PC Tools登陸檔技師（PC Tools Registry Mechanic）                     | 11        | 2011/10/31   | [ 13 ] |
| PC Tools簡單備份（PC Tools Simple Backup）                           | 3         | 未知         | [ 14 ] |
| PC Tools間諜軟體醫生（PC Tools Spyware Doctor）                      | 9         | 未知         | [ 15 ] |
| PC Tools間諜軟體醫生含防毒（PC Tools Spyware Doctor with AntiVirus） | 9         | 未知         | [ 16 ] |

| 產品名稱                                          | 備註   |
| ------------------------------------------------- | ------ |
| PC Tools瀏覽器檢視器（PC Tools Browser Explorer） | [ 17 ] |
| 開機啟動項檢視器（Startup Explorer）              | [ 18 ] |
| ThreatExpert                                      | [ 19 ] |

### PC Tools瀏覽器保護器（PC Tools Browser Defender）
PC Tools瀏覽器保護器（PC Tools Browser Defender,簡稱為Browser Defender）為適用於Microsoft Windows系統的Internet Explorer和Mozilla Firefox的瀏覽器工具列。此軟體可保障瀏覽網路的安全。

### PC Tools i防毒（PC Tools iAntiVirus）
i防毒於2012年以諾頓為名重新上市。（諾頓為賽門鐵克旗下的品牌）
PC Tools i防毒（PC Tools iAntiVirus，簡稱為iAntiVirus）為用於以英特爾（Intel）為基礎的蘋果麥金塔（Mac）電腦的免費防毒軟體，適用於Mac OS X 10.5 (Leopard)和Mac OS X 10.6 (Snow Leopard)。此軟體於2008年6月釋出，使用特徵碼和啟發是技術偵測惡意軟體、間諜軟體和exploit（弱點入侵）。i防毒被批評它只能偵測麥金塔病毒，而不像其他替代軟體一樣，可偵測Microsoft Windows、Linux和Mac病毒。然而，它也因為其系統資源占用率低及其掃描速度快而受到佳評。

### PC Tools網路安全套裝（PC Tools Internet Security[10]）
PC Tools網路安全套裝是間諜軟體醫生（Spyware Doctor）、防火牆和反垃圾郵件軟體的結合，將此三個獨立軟體的功能整合為一。本軟體為付費軟體，可用於Windows 8（32/64位元）、Windows 7（32/64位元）、Windows Vista（32/64位元）和Windows XP（32位元）。賽門鐵克已在2013年5月18日起停止供應此產品。

### PC Tools登陸檔技師（PC Tools Registry Mechanic[13]）
PC Tools登陸檔技師用於掃描登陸檔錯誤，為PC Tools的第一款軟體。目前最新版本為11，於2011年10月31日釋出。

### PC Tools間諜軟體醫生（PC Tools Spyware Doctor[15]）
PC Tools間諜軟體醫生是一款反惡意程式軟體，可以用其Spider技術偵測電腦遭入侵的徵兆並識別出惡意程式。目前最新版本為9，於2011年10月31日釋出。賽門鐵克已經於2013年5月18日起停止供應此產品。

#### PC Tools間諜軟體醫生含防毒（PC Tools Spyware Doctor with AntiVirus[16]）
和間諜軟體醫生一樣，PC Tools間諜軟體醫生含防毒也是一款反惡意程式軟體，擁有和間諜軟體醫生相同的功能，但外加上傳統的防毒引擎。目前最新版本為9，於2011年10月31日釋出。賽門鐵克已經於2013年5月18日起停止供應此產品

### ThreatExpert
ThreatExpert是一個進階自動化威脅分析系統（advanced automated threat analysis system,字首簡寫為ATAS），可全自動分析並報告可執行檔是否有可疑行為.

## 被賽門鐵克收購
2008年8月18日，賽門鐵克宣布與PC Tools簽約，賽門鐵克收購PC Tools並維持其獨立運作。收購金額當時並未公布。賽門鐵克在2008年10月6日以262000000美元收購了PC Tools。
賽門鐵克在2013年5月18日星期三停止了所有PC Tools安全性產品的供應。自2013年12月4日起所有PC Tools的軟體都已停止更新及販售。

## 評價

### 間諜軟體醫生
間諜軟體醫生獲得PC World雜誌第2007年10月號的Best Buy獎：「PC Tools間諜軟體醫生5.0是偵測和移除我們廣告和間諜軟體的贏家。」間諜軟體醫生也獲得了數個PC Magazine的Editor’s Choice獎，包括間諜軟體醫生含防毒5.5（2008年）。此產品還獲得了其他世界各地的獎項。
並非所有的評價都是正面的。早期版本的間諜軟體醫生5.0（由Scratch改版而成），得到一些負面評價。CNET的Download.com給間諜軟體醫生三顆星的評價reviews（页面存档备份，存于）並評論說：「在我們的測試中，間諜軟體醫生反覆地把一些無害的cookie標示為潛在威脅，比起其它我們所測試的反間諜軟體都還來的多。我們也無從得到每個威脅被間諜軟體醫生標示的原因或詳細資訊。」

## 批評
華盛頓居民曾告賽門鐵克旗下的PC Tools登陸檔技師、效能工具箱（Performance Toolkits）、和諾頓電腦醫生（Norton Utilities）進行假的掃描，以欺騙消費者付費購買該產品。該訴訟主訴諾頓公司蓄意執行假掃描，且其掃描結果為假。結果此訴訟賽門鐵克勝訴。
此產品已停售。目前賽門鐵克提供原顧客諾頓產品的折扣。

## 外部連結
- PC Tools（页面存档备份，存于）
- ThreatExpert
- iAntiVirus（页面存档备份，存于）
- Browser Defender（页面存档备份，存于）